# جن أوتشيدا
جن أوتشيدا (باليابانية: 内田 潤) (14 أكتوبر 1977 في هيوغو في اليابان – )؛ هو لاعب كرة قدم ياباني سابق كان يلعب كمدافع.

## وصلات خارجية
- جن أوتشيدا على موقع رابطة كرة القدم اليابانية للمحترفين (اليابانية)
- جن أوتشيدا على موقع قاعدة بيانات كرة القدم.إي يو (الإنجليزية)
- جن أوتشيدا على موقع Soccerway.com (الإنجليزية)
- جن أوتشيدا على موقع عالم كرة القدم.نت (الإنجليزية)
- جن أوتشيدا على موقع كووورة